# Maximiliano Guerra
Maximiliano Guido Guerra Maldonano (Almagro, Buenos Aires, Argentina, 5 de mayo de 1967) es un bailarín y coreógrafo argentino.

## Vida y carrera
Maximiliano Guerra nació en el barrio de Almagro, en la ciudad de Buenos Aires. Estudió danza desde los 10 años. Luego de acompañar a su hermana a las clases de danzas, dejó de lado su pasión por el fútbol para comenzar sus primeros estudios de danza con el maestro Wasil Tupin, y luego en el Instituto Superior de Arte del Teatro Colón.
Desde 1985 fue miembro del Ballet Estable del Teatro Colón. Antes de ello fue bailarín profesional en el Teatro Argentino de La Plata y en la Fundación Teresa Carreño (de Venezuela).
Contribuyó con varias campañas organizadas por la ONU y en campañas para la preservación de los recursos naturales y el medio ambiente.
Recibió numerosos premios entre los que se destacan el Premio Konex de Platino (anteriormente había ganado el Diploma al Mérito Konex en 1989) como el bailarín más destacado de la última década en Argentina, compartido con Julio Bocca otorgado por la locutora Ruiz Guiñazu presidente del jurado Konex.
En 1997 actuó en el filme Canción desesperada. En 2012 asumió como director, coreógrafo y primer bailarín de la compañía de danzas Ballet del Mercosur[cita requerida], situada en Buenos Aires, realizando obras por toda la Argentina, como "Carmen" e "Iván el Terrible", acompañado de un grupo de jóvenes bailarines. En ese mismo año también fue invitado por el Stuttgart Ballet a concretar la reposición de su producción de Don Quijote, que fue estrenada por esta compañía en el año 2000.
En el 2014 entra al certamen "Bailando por un sueño" de Showmatch con su mujer Patricia Baca Urquiza. Mientras que en el 2015 fue invitado, también junto con su mujer, al programa Como anillo al dedo, conducido por Nicolás Vázquez.
En 2014 es designado por el gobierno de la ciudad de Buenos Aires en la dirección del Ballet Estable del Teatro Colón. Desde su designación  bailarines y decenas de trabajadores estables del Colon denunciaron la pérdida de repertorio ya que Guerra ha obligaba a poner en escenario sus propias obras, lo que ha implicado la prohibición para el BETC de realizar obras de Sir Kenneth MacMillan.
Creó la Fundación Maximiliano Guerra, que desarrolla sus actividades en el Centro Cultural Borges. Brinda herramientas a las personas que tienen deseo de bailar.
En 2023 fue elegido como diputado nacional pero por medio de una carta, renunció anticipadamente antes de asumir su banca el 5 de diciembre del mismo año por motivos personales.

## Premios y reconocimientos
En 2003 la Legislatura de la Ciudad Autónoma de Buenos Aires lo declaró Ciudadano Ilustre de la Ciudad Autónoma de Buenos Aires.